# تور دو جورا - فرنسا 2022
تور دو جورا - فرنسا 2022 هو سباق دراجات هوائية، وهو الموسم التاسع عشر من تور دو جورا - فرنسا ‏، وأقيم في 16 أبريل 2022 ضمن سباقات طواف أوروبا للدراجات 2022، وشارك فيه 120 متسابقاً ووصل إلى نهايته 77 متسابقاً.
فاز بالمركز الأول بين أوكونور، وبالمركز الثاني خيسوس هييرادة، وبالمركز الثالث Axel Zingle ‏.

## الفرق
| فرق عالمية (4)- AG2R Citroën Team - Cofidis - Groupama-FDJ - Lotto-Soudal فرق برو (7)- بي آند بي هوتيلز 2022 ‏ - بنجوال باوليز ساوكس دبليو بي 2022 ‏ - برجس بي إتش 2022 ‏ - كيرن فارما 2022 ‏ - سبورت فلاندرين بالويس 2022 ‏ - Arkéa-Samsic - TotalEnergies فرق قارية (8)- إي أف إديوكيشن - نيبو تيم 2022 ‏ - إيفوبرو ريسينغ ‏ - Van Rysel–Roubaix ‏ - Nice Métropole Côte d'Azur ‏ - فريق ريوال للدراجات 2022 ‏ - سانت ميشيل-أوبير 93 2022 ‏ - CIC U Nantes Atlantique ‏ - فريق فورارلبرغ 2022 ‏ |  |
| |  |

## التصنيف العام النهائي
| التصنيف العام         | التصنيف العام        | التصنيف العام | التصنيف العام     | التصنيف العام |
| العداء                | العداء               | البلد         | الفريق            | الوقت         |
| --------------------- | -------------------- | ------------- | ----------------- | ------------- |
| 1                     | بين أوكونور          | أستراليا      | AG2R Citroën Team | 4 س 04 د 31 ث |
| 2                     | خيسوس هييرادة        | إسبانيا       | Cofidis           | + 0 ث         |
| 3                     | Axel Zingle ‏         | فرنسا         | Cofidis           | + 19 ث        |
| 4                     | جوليان سيمون         | فرنسا         | TotalEnergies     | + 22 ث        |
| 5                     | Dorian Godon ‏        | فرنسا         | AG2R Citroën Team | + 24 ث        |
| 6                     | ايلي جيسبرت          | فرنسا         | اركيا سامسيك      | + 27 ث        |
| 7                     | ليليان كالجمان       | فرنسا         | AG2R Citroën Team | + 27 ث        |
| 8                     | Nans Peters ‏         | فرنسا         | AG2R Citroën Team | + 30 ث        |
| 9                     | رودي مولار           | فرنسا         | Groupama-FDJ      | + 34 ث        |
| 10                    | Clément Champoussin ‏ | فرنسا         | AG2R Citroën Team | + 34 ث        |
| مصدر: ProCyclingStats |                      |               |                   |               |

## وصلات خارجية
- الموقع الرسمي
- لمحة عن سباق تور دو جورا - فرنسا 2022 على موقع  ProCyclingStats   (برو  سايكلنج  ستاتس) - إحصاءات  محترفي  الدراجات.
- تور دو جورا - فرنسا 2022 على موقع إحصائيات الدراجات الإحترافية (الإنجليزية)